# Elännejärvi
Elänne eller Elännejärvi är en sjö i Finland. Den ligger i Mänttä-Filpula stad i landskapet Birkaland, i den södra delen av landet, 210 km norr om huvudstaden Helsingfors. Elänne ligger 103,5 meter över havet. Arean är 3,04 kvadratkilometer och strandlinjen är 12,28 kilometer lång. Sjön  ingår i Kumo älvs huvudavrinningsområde.   I omgivningarna runt Elänne växer i huvudsak blandskog. Den sträcker sig 3,0 kilometer i nord-sydlig riktning, och 2,3 kilometer i öst-västlig riktning.
I övrigt finns följande i Elänne:
- Elännesaari (en ö)
- Herransaari (en ö)
- Vuohisaari (en ö)